# 張浩 (景泰舉人)
張浩（15世紀—15世紀），字文翰，北直隸河間府滄州人，明朝政治人物。

## 生平
張浩是景泰元年（1450年）庚午科順天鄉試舉人，天順年間授曹州同知，為政廉潔強毅，吏民不敢欺侮，曾壓抑豪強、鼓勵良善，拆毀淫祠、合併寺廟，又修舉廢墜、興學養士，人們都稱他為州佐第一。

## 引用
1. 1 2  乾隆《滄州志·卷八·選舉》：鄉薦……明……景泰……張浩 庚午科，曹州同知
2. ↑  康熙《曹州志·卷七·職官志》：張浩，字文翰，滄州人，由舉人天順間為曹州同知，廉潔強毅，吏民不敢欺，其輔政嘗抑豪強、惠良善，毀淫祠、併寺觀，修舉廢墜，而於興學養士尤拳拳焉，議者謂為州佐第一。